# 米德韋 (伊利諾伊州馬薩克縣)
米德韋（英語：Midway）是位於美國伊利諾伊州馬薩克縣的一個非建制地區。該地的面積和人口皆未知。

## 地理
米德韋的座標為37°14′23″N 88°38′02″W / 37.23972°N 88.63389°W，而該地的平均海拔高度為167米（即548英尺）。